# Saint Lucia zászlaja
A háromszög a vulkanikus eredetű Pitons-hegy kettős csúcsát idézi. A különös jelkép a szigeten emelkedő kettős vulkáni kúpot szimbolizálja, amely korábban a hajósok számára navigációs jelentőséggel bírt. A fekete és a fehér szín „az együtt élő és dolgozó két fajra”, két emberfajtára utal. A sárga szín az örök napsütést, a kék szín a Karib-tengert és az Atlanti-óceánt jelképezi.

## Története

### Gyarmati zászló
St. Lucia 1838 és 1956 között a Szél felőli szigetek brit gyarmat részeként annak zászlóját használta, amely a brit Kék Lobogó volt a gyarmat címerével a repülőrészen. A címer egy kék színű korong alakú pajzs volt, amelynek fehér szegélyén a gyarmat nevét írták fel: „Windward Islands”. A kék korongon egy negyedelt pajzsot helyeztek el, amely első negyede vörös, a második sárga, a harmadik zöld, míg a negyedik rész fehér színű volt. A korongot felül a királyi korona díszítette, alul egy szalagon a mottó volt olvasható: „I Pede Fausto” (Járj szerencsével). A zászló oldalainak aránya 1:2 volt.
A sziget saját zászlóval is rendelkezett, amely szintén a brit Kék Lobogó volt a repülőrészen elhelyezett korong alakú jelvénnyel, amely St. Lucia szigetét ábrázolta a tenger felől. A korong alsó részén a mottót írták fel: „Statio Haud Malefida Carinis” (Biztonságos kikötő a hajók számára), a zászló oldalainak aránya 1:2 volt.
A gyarmat 1939. augusztus 19-én új címert kapott, amelyet elhelyeztek a Kék Lobogón is. A címer egy fekete színű pajzs volt, amelyet két egymást keresztező sárga bambusznád osztott négy részre. Az első és negyedik részen egy-egy fehér és vörös színű rózsát helyeztek el, míg a második és harmadik negyeden egy-egy sárga liliom volt látható. A rózsák a Tudor-házat, a liliomok pedig a franciákat jelképezik.
Egy új zászlót vontak fel a gyarmat társult állammá nyilvánításakor, 1967. február 21-én. A zászló kék színű a zászló közepén egy fehér szegélyű fekete háromszöggel, amely alsó részén egy sárga háromszöget helyeztek el. A különös jelkép a szigeten emelkedő kettős vulkáni kúpot szimbolizálja, amely korábban a hajósok számára navigációs jelentőséggel bírt. A zászló oldalainak aránya 5:8 volt.
A teljes függetlenség elnyerésekor a zászló oldalainak aránya 1:2 lett, a sárga háromszög magasabb lett, egyébként nem változott. 2002 tavaszán St. Lucia módosította a zászlót, amelynek alapszíne égszínkék lett, a rajta szereplő jelkép nem változott.